# Ducula forsteni
La dúcula de Forsten (Ducula forsteni) es un ave columbiforme de la familia Columbidae.

## Distribución geográfica
Se trata de un endemismo de las islas de Célebes, Peleng y Taliabu, en Indonesia. Su hábitat natural son los bosques tropicales o subtropicales lluviosos. 